# 特罗耶博尔特诺耶农村居民点
特罗耶博尔特诺耶农村居民点（俄语：Троебортновское сельское поселение）是俄罗斯联邦布良斯克州谢夫斯克区所属的一个农村居民点。其下辖有11个居民点，行政中心为特罗耶博尔特诺耶。据2015年统计，该农村居民点的人口为575人。